# Silke Segler-Meßner
Silke Segler-Meßner (* 1965) ist eine deutsche Romanistin.

## Leben
Von 1986 bis 1994 absolvierte sie ein Magisterstudium der Romanistik und Germanistik an der Universität Bonn (Hauptfach: Romanistik/Italienische Philologie; Nebenfächer: Romanistik/Französische Philologie, Neuere Deutsche Literatur) – Magisterarbeit zu dem Thema: „Frau und Schrift - Die italienische Autorin im Gang der Jahrhunderte“. Während der Promotion (1994–1997) in der Italianistik an der Universität Bonn – Dissertation zu dem Thema: Zwischen Empfindsamkeit und Rationalität – Der Dialog der Geschlechter in der italienischen Aufklärung hatte sie ein Promotionsstipendium der Studienstiftung des deutschen Volkes. Nach der Habilitation 2003 in der Galloromanistik an der Universität Stuttgart hatte sie zahlreiche Vertretungsprofessuren u. a. an der Universität Potsdam, Frankfurt am Main und Kassel. Seit 2010 lehrte sie als Professorin für italienische und französische Literaturwissenschaft an der Universität Hamburg.
Ihre Forschungsinteressen sind Geschlechterbeziehungen von der Frühen Neuzeit bis zur Moderne, europäische Erinnerungskulturen nach der Schoah, Trauma und Zeugenschaft: Religionskriege, Zweiter Weltkrieg, Ruanda, mediale Vermittlung von Opfer- und Täterschaft und französischsprachige Literaturen: (Post-)Kolonialismus, Migration.

## Schriften (Auswahl)
- Zwischen Empfindsamkeit und Rationalität. Der Dialog der Geschlechter in der italienischen Aufklärung. Berlin 1998, ISBN 3-503-04913-4.
- Archive der Erinnerung. Literarische Zeugnisse des Überlebens nach der Shoah in Frankreich. Wien 2005, ISBN 3-412-19705-X.
- als Herausgeberin mit Daniel Bengsch: Depuis les marges. Les années 1940–1960, une époque charnière. Berlin 2016, ISBN 3-503-16633-5.
- als Herausgeberin: Überlebensgeschichte(n) in den romanischen Erinnerungskulturen. Forschungsperspektiven. Berlin 2017, ISBN 3-7329-0280-3.